# Kyros (Konstantinopel)
Kyros war Patriarch von Konstantinopel (706–712). Er wird in der orthodoxen und der katholischen Kirche als Heiliger verehrt. Gedenktage sind der 8. Januar (orthodox) und der 7. Januar (katholisch).

## Leben
Kyros war Eremit (Rekluse) auf einer Insel von Amastris. Im Frühjahr 706 wurde er von Kaiser Justinian II. anstelle des abgesetzten Kallinikos I. zum Patriarchen von Konstantinopel ernannt.
Bald nach dem Sturz Justinians, wahrscheinlich Anfang 712, wurde Kyros abgesetzt. Er wurde des Monotheletismus bezichtigt und in ein Kloster verbannt.